# Thomas Pownall

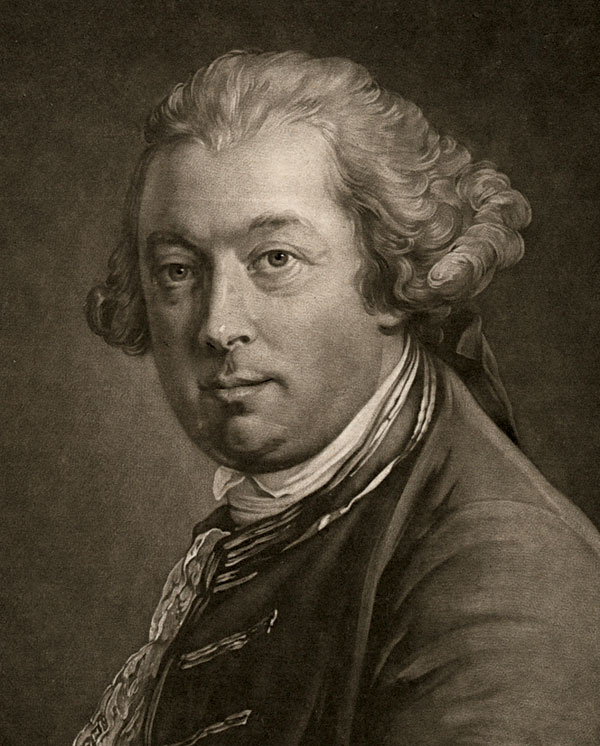
Thomas Pownall

Thomas Pownall (getauft am 4. September 1722 (gregor.); † 25. Februar 1805) war ein britischer Politiker und Kolonialbeamter. Er war von 1757 bis 1760 Gouverneur der Province of Massachusetts Bay und von 1767 bis 1805 Abgeordneter im britischen House of Commons. Er unternahm vor dem Unabhängigkeitskrieg weite Reisen in den Nordamerikanischen Kolonien und stellte sich gegen die Anträge des Parlaments, in den Kolonien Steuern einzuführen, darüber hinaus war er bis zum Krieg ein Anwalt der Minderheit, die die Positionen der Kolonien vertrat.
Pownall war klassisch gebildet und stand in enger Verbindung mit der Kolonialverwaltung in London. Pownall reiste das erste Mal 1753 nach Nordamerika und verbrachte zwei Jahre mit Erforschungen der Kolonien, bevor er 1755 zum Lieutenant Governor der Province of New Jersey ernannt wurde. Er wurde 1757 Gouverneur von Massachusetts, nachdem er zur Absetzung des langjährigen Gouverneurs William Shirley beigetragen hatte. Seine Amtszeit war geprägt vom French and Indian War, in dem Pownall in Massachusetts eine Provincial Militia schuf. Er wehrte sich gegen militärische Einmischung in der Kolonialverwaltung, wie zum Beispiel gegen die Versuche, die britischen Soldaten in privaten Häusern einzuquartieren und hatte eine generell positive Beziehung zur Colonial Assembly.
1760 kehrte er nach England zurück, war jedoch weiter an kolonialen Belangen interessiert. Er veröffentlichte viel gelesene Schriften über die Lage in den Kolonien sowie mehrere Ausgaben der The Administration of the Colonies. Als Mitglied des Parlaments setzte er sich regelmäßig für die Positionen der Kolonien ein, wenn auch ohne großen Erfolg. Aber als der Unabhängigkeitskrieg begann, unterstützte er die Kriegsmassnahmen. Anfang des 19. Jahrhunderts war er ein früher Vertreter für Freihandel und für die Aufnahme von Beziehungen zwischen Britannien und den Vereinigten Staaten. Einige Forscher identifizieren Pownall mit Junius, einem Schriftsteller, von dem nur das Pseudonym bekannt ist, der Briefe veröffentlichte, die die Britische Regierungspraxis kritisierten.
John Adams schrieb, „Pownall war meiner Meinung nach der verfassungstreueste und nationalste Gouverneur, der jemals in dieser Provinz die Krone repräsentiert hatte.“

## Leben

### Jugend
Thomas Pownall war der älteste Sohn von William und Sarah (Burniston) Pownall. Sein Vater war ein Landadeliger und Soldat, dessen schlechte Gesundheit und früher Tod 1735 die Familie in Schwierigkeiten brachte. Pownall wurde am 4. September 1722 (Neukalendarisch) in Lincoln, England getauft und erhielt seine Ausbildung an der Lincoln Grammar School und am Trinity College, Cambridge, wo er 1743 seinen Abschluss machte. Hier wurde er mit den klassischen und zeitgenössischen Philosophen und den Wissenschaften bekannt gemacht. Sein erstes Werk, eine Arbeit über die Ursprünge der Regierung (1752), hatte er skizzenhaft schon in Cambridge begonnen.
Während seiner Zeit in Cambridge wurde sein jüngerer Bruder John beim Board of Trade angestellt, welches die Britischen Kolonialgeschäfte beaufsichtigte und machte schnell Karriere. Die Brüder unterstützten sich gegenseitig bei ihren Karriere-Bemühungen. John verschaffte Thomas eine Stelle im Colonial Office, wo er Möglichkeiten zum Aufstieg und zum Einfluss auf koloniale Ämter hatte. 1753 ging er als Privatsekretär von Sir Danvers Osborn, 3. Baronet, der gerade zum Gouverneur von New York ernannt worden war, nach Amerika. Osborne brachte sich wenige Tage nach seiner Ankunft in New York um, wodurch Pownall ohne Anstellung und Unterstützer dastand. Pownall beschloss, in Amerika zu bleiben, und unternahm Studien über die Amerikanischen Kolonien. In den folgenden Monaten unternahm er weite Reisen von der Province of Maryland bis zur Province of Massachusetts Bay. Dabei wurde er in die höchsten Kreise der Politik und Gesellschaft in den Kolonien eingeführt und lernte zahlreiche einflussreicher Personen kennen, unter anderem Benjamin Franklin und dem Gouverneur von Massachusetts William Shirley.

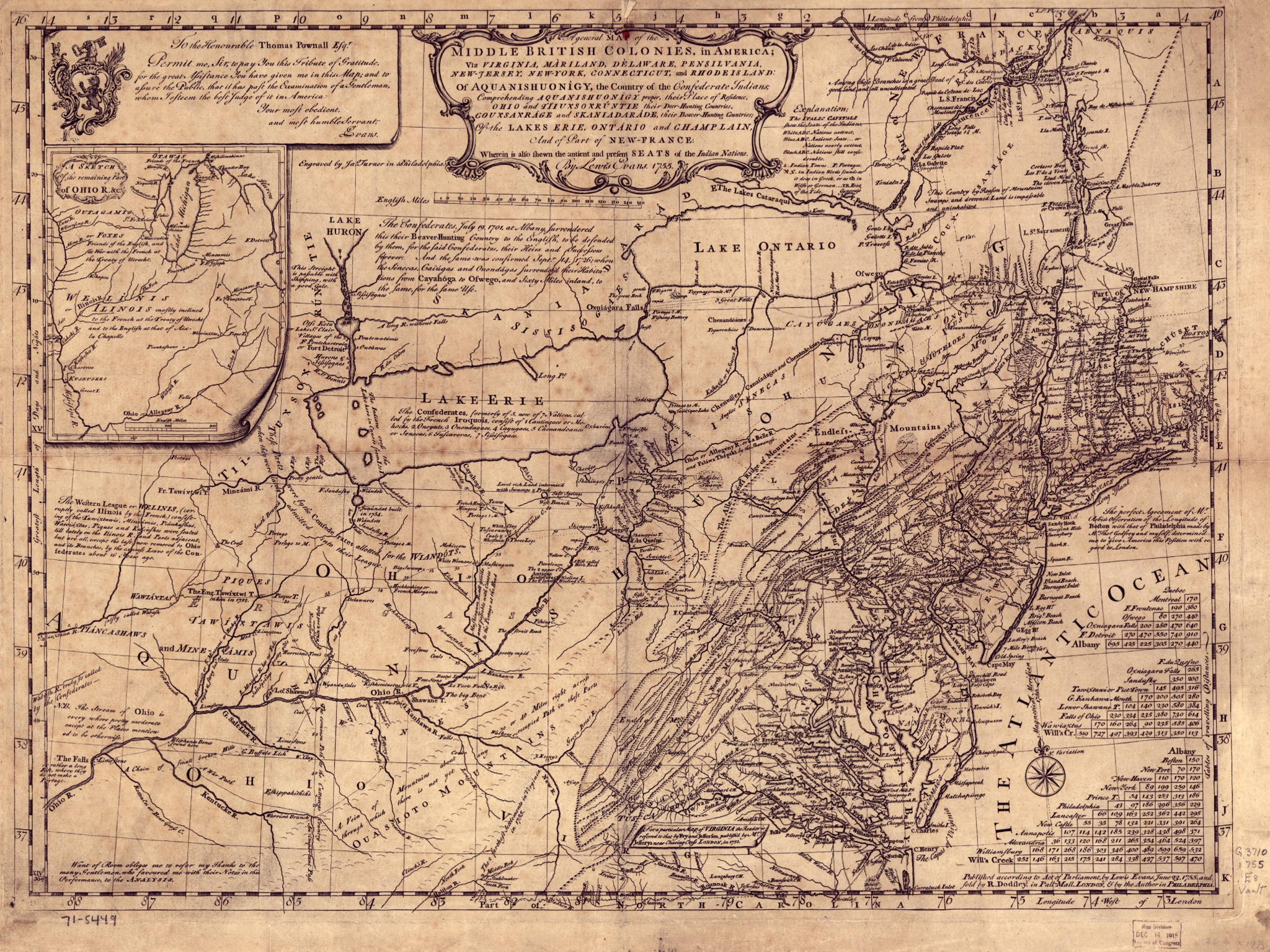
Die Evans-Pownall-Karte von 1755.

Osborn war beauftragt worden, die zunehmende Unzufriedenheit der Irokesen, deren Territorium an New York angrenzte (und heute das Gebiet des zentralen und westlichen Upstate New York ist), zu untersuchen. Pownall hatte sich mit dem Thema beschäftigt und wurde daraufhin durch seine Verbindungsleute in Pennsylvania eingeladen, am Albany Congress 1754 als Beobachter teilzunehmen. Seine Beobachtungen zu dem kolonialen Umgang mit den Indianern (zum Beispiel politische Grabenkämpfe über die Kontrolle des Indian trade, korrupte und betrügerische Aneignung von Indianerland u. a.) veranlassten ihn, Vorschlägen über die Kolonialverwaltung zu verfassen. Er schlug die Einrichtung eines von der Krone ernannten Superintendenten für Indian Affairs vor, und dafür besonders Sir William Johnson, New Yorks Commissioner for Indian Affairs. Er verfasste auch Visionen für die Ausdehnung der Kolonien nach Westen. Nach der Konferenz kehrte er zurück nach Philadelphia. In dieser Zeit festigte sich offensichtlich eine enge Freundschaft mit Franklin, mit dem er begann, in Unternehmen zu investieren. Franklin, der ohne Erfolg eine Colonialunion angeregt hatte, hat möglicherweise auch Beiträge zu Pownalls Schriften geliefert, auch wenn der genaue Umfang seiner Beiträge nicht bestimmt werden kann. Während er in Philadelphia war, ging er eine enge Zusammenarbeit mit dem Kartographen Lewis Evans ein, da beide die Notwendigkeit genauer Karten des Hinterlands von Nordamerika erkannten, weshalb es damals auch mit Neufrankreich im French and Indian War zu Konflikten kam. Die Karte, die Evans 1755 veröffentlichte, war Pownall gewidmet und brachte ihm weite öffentliche Anerkennung. Pownalls Empfehlung für Johnson als Superintendent of Indian Affairs wurde 1755 von der Krone ebenfalls umgesetzt.

### Lieutenant Governor of New Jersey

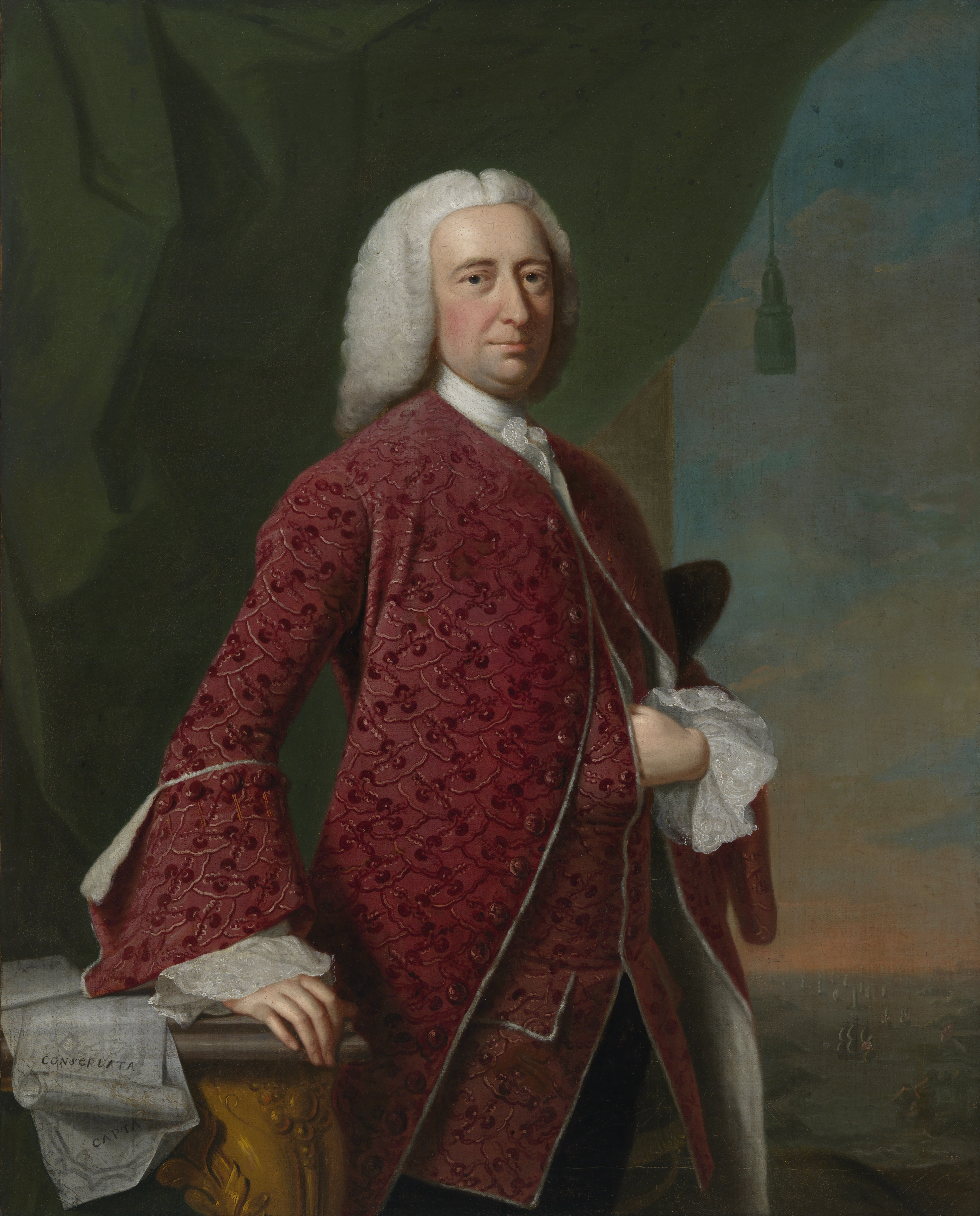
William Shirley wurde aufgrund von Pownalls Ermittlungen vom Posten als Gouverneur von Massachusetts abgesetzt.

Pownall hatte bisher auf eigene Kosten gelebt, in der Hoffnung, dass er zufällig einen Posten erhalten werde. Im Mai 1755 wurde er zum Lieutenant Governor von New Jersey ernannt, wenn auch mit wenigen Aufgaben, da der alternde Gouverneur, Jonathan Belcher, noch lebte. Pownall sollte vor allem die Militärkonferenzen im Verlauf des andauernden Krieges besuchen. Belcher jedoch lebte länger als erwartet (er starb 1757) und Pownall war arbeitswütig. Die Militärkonferenzen zogen ihn in den Machtkampf zwischen Johnson und Shirley, der den militärischen Aufstieg schaffte und nach dem Tod von General Edward Braddock im Juli 1755 zum Commander-in-chief ernannt wurde. Der Machtkampf betraf vor allem den Umgang mit den Indian Affairs (Indianerangelegenheiten). Johnson trumpfte mit Pownalls Sorge um die Grenzsicherheit und konnte ihn auf seine Seite ziehen. Pownall hatte aber schon vorher eine Abneigung gegen Shirley entwickelt, als dieser ihn zurücksetzte, und seine Berichte an den Gouverneur von New York, Sir Charles Hardy, zusammen mit schädlichen Anschuldigungen, die von anderen Unterstützern von Johnson erhoben wurden, führten zu Shirleys Entlassung als Commander-in-chief. Pownall kehrte Anfang 1756 nach England zurück, wo er Johnsons Anschuldigungen bestätigte und daraufhin mit einem Posten als „Secretary Extraordinary“ belehnt wurde (Den Titel hatte Pownall selbst geschaffen). Er war dem neuen Commander-in-chief, Lord Loudoun verantwortlich.
Während Pownall in England war, wurde Shirleys Ruf noch weiter beschädigt, als bekannt wurde, dass er militärische Informationen in feindliche Hände hatte fallen lassen, und das Board of Trade entschied, ihn abzuberufen. Pownall wurde währenddessen der Gouverneursposten in Pennsylvania von dessen Eigentümern angeboten; seine Forderung nach weitreichenden Kompetenzen bewog die Verantwortlichen jedoch, das Angebot zurückzuziehen. Pownall nutzte die Absage zu seinem eigenen Vorteil, indem er publizierte, er habe das Angebot abgelehnt aufgrund der „unverständigen und unaufgeklärten Attitude der Proprietors (Eigentümer)“

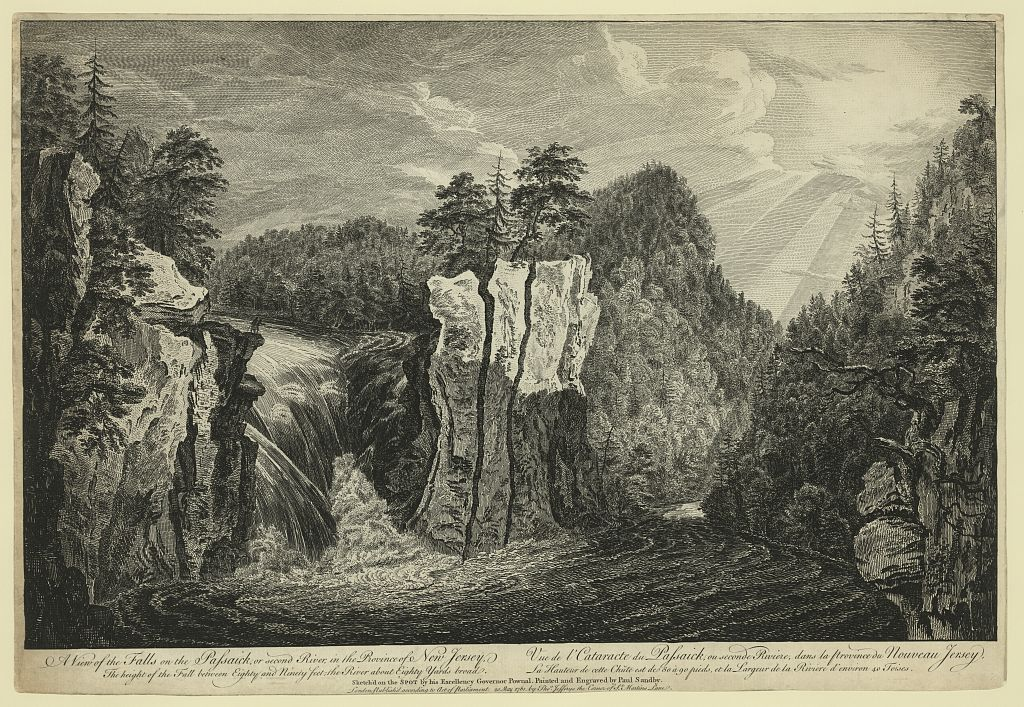
Pownalls Zeichnung der Great Falls am Passaic River.

Pownall begleitete Loudoun im Juli 1756 zurück nach Amerika, kehrte aber nochmals nach England zurück, um Loudoun in den Anhörungen zu Shirleys militärischem Versagen zu vertreten. Loudoun gab ihm auch Einblick in seine militärischen Pläne und Einschätzungen. In London trat er in engen Kontakt mit dem neuen Pitt-Newcastle Ministry und informierte diese über den Stand der Dinge in Nordamerika. Seine Darstellung zu diesen Themen führten zu seiner Ernennung als Gouverneur von Massachusetts im März 1757. Obwohl er für seine Kompetenz in Bezug auf Kolonial-Themen bewundert wurde, wurde er auch kritisiert für seine Eitelkeit und Launen, und auch für seine Rolle bei der Absetzung von Shirley.

### Governor of Massachusetts Bay
Pownall kam Anfang August in Boston an. Er wurde gut aufgenommen und nahm seine Amtsgeschäfte am 3. August auf. Sofort war er in eine Krise geworfen, die mit dem Krieg zusammenhing: eine französische Truppe bewegte sich auf Fort William Henry im Norden von New York zu und der Kommandant dort hatte einen Hilferuf geschickt. Pownall organisierte eine Miliz, aber der Ruf zu den Waffen kam zu spät: Fort William Henry fiel nach einer kurzen Belagerung (Siege of Fort William Henry) und in der Folge ereigneten sich einige der schlimmsten Gräuel, die Indianer im Krieg verübten.

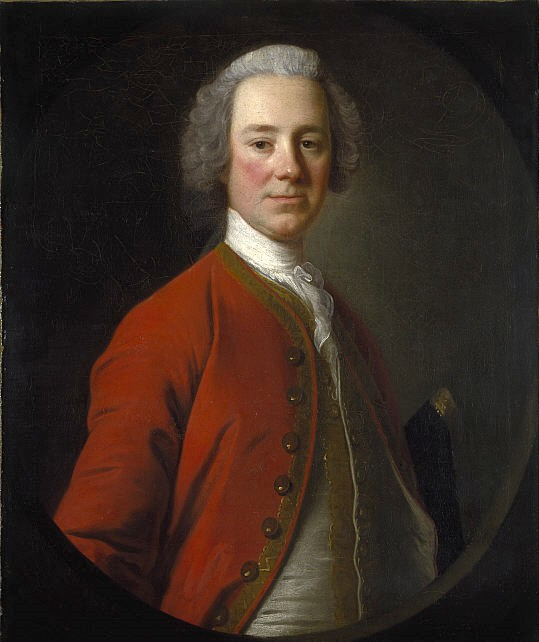
Pownall hatte zeitweise Beziehung zu John Campbell, 4. Earl of Loudoun.

Im September 1757 reiste Pownall nach New Jersey, um der Beerdigung von Governor Jonathan Belcher beizuwohnen und legte in New York eine Rast ein, um sich mit Loudoun zu treffen. Der Commander-in-chief war aufgebracht, dass der Massachusetts General Court (die Provincial Assembly) nicht voll seine Forderungen umgesetzt hatte und machte Pownall dafür verantwortlich. Pownall wies eine Einmischung des Militärs in zivile Angelegenheiten zurück und wies darauf hin, dass der Gouverneur die Provinz-Versammlung leiten (lead), nicht treiben (not drive) sollte. Im Gegensatz dazu benutzte Loudoun diese Methode häufig, um seine Agenda umzusetzen. Das Treffen endete in erbittertem Streit, und Loudoun schrieb im Nachhinein einen Brief nach London, in dem er Pownalls Position heftig kritisierte und seine Art der Regierung als „eigenmächtig“ (high-handed) bezeichnete. Loudoun erhielt Gegenstimmen vom General Court gegen eine Forderung, britische Truppen bei Zivilisten in Boston einzuquartieren und drohte daraufhin damit, zusätzliche Truppen in die Provinz zu verlegen und mit Gewalt Unterkünfte zu erzwingen. Pownall verlangte, dass der General Court teilweise auf Loudouns Forderung einging und erließ ein Gesetz, das die Einquartierung von Truppen in Gaststätten und anderen öffentlichen Gebäuden erlaubte. Dieses Gesetz war unpopulär und Pownall wurde in den lokalen Nachrichten als Unterstützer von Loudoun und dessen Verhalten dargestellt. Pownalls Briefwechsel mit Loudoun zeigt jedoch, dass er die Haltung der Kolonisten klar erkannte: „Die Einwohner dieser Provinz haben die natürlichen Rechte englischer Bürger (Rights of Englishmen)... der Gebrauch dieser Rechte... wird sie bewegen und ermutigen, Widerstand zu leisten... gegen einen grausamen eindringenden Feind.“ Pownall war sich auch im Klaren über die Beziehung zwischen dem königlichen Gouverneur und seiner Assembly: „Ein Gouverneur muss sich bemühen diese Menschen 'zu leiten', denn er kann sie nicht 'treiben' und muss sie Schritt für Schritt führen, damit er Unterstützung bekommen kann.“ Er war diesen Ideen so stark verbunden, dass er seinen Rücktritt anbot; Loudoun jedoch ermutigte ihn, wieder im Amt zu bleiben. Später würde Pownall Teile des Quartering Acts von 1765 verfassen, eines Parlamentsgesetzes, dessen Umsetzung in den Kolonien weitgehend boykottiert wurde.
Im Januar 1758 verfasste Pownall mehrere Briefe an William Pitt, in denen er die Schwierigkeiten rund um die Beziehungen zwischen der Kolonialregierung und sowohl der militärischen als auch der Zivilverwaltung des British Establishment beschrieb. Er empfahl insbesondere, dass London mehr Geld für die Kriegsausgaben bezahlen solle. Die Umsetzung dieses Vorschlags führte zu stärkerer Miliz-Rekrutierung in den letzten Kriegsjahren, unter anderem 7.000 Männern aus Massachusetts für den Feldzug 1758. Pownall erreichte die Verabschiedung eines Gesetzes durch den General Court, mit dem Reformen des Miliz-Systems umgesetzt wurden. Das Gesetz beinhaltete jedoch nicht alle Änderungen, die Pownall für die Umsetzung einer flexibleren und weniger kostspieligen Organisation wünschte, und seine Bestimmungen gaben mehr Macht über die Milizen in die Hände der Verwaltungen vor Ort, wodurch die Kontrolle des Gouverneurs eingeschränkt wurde.

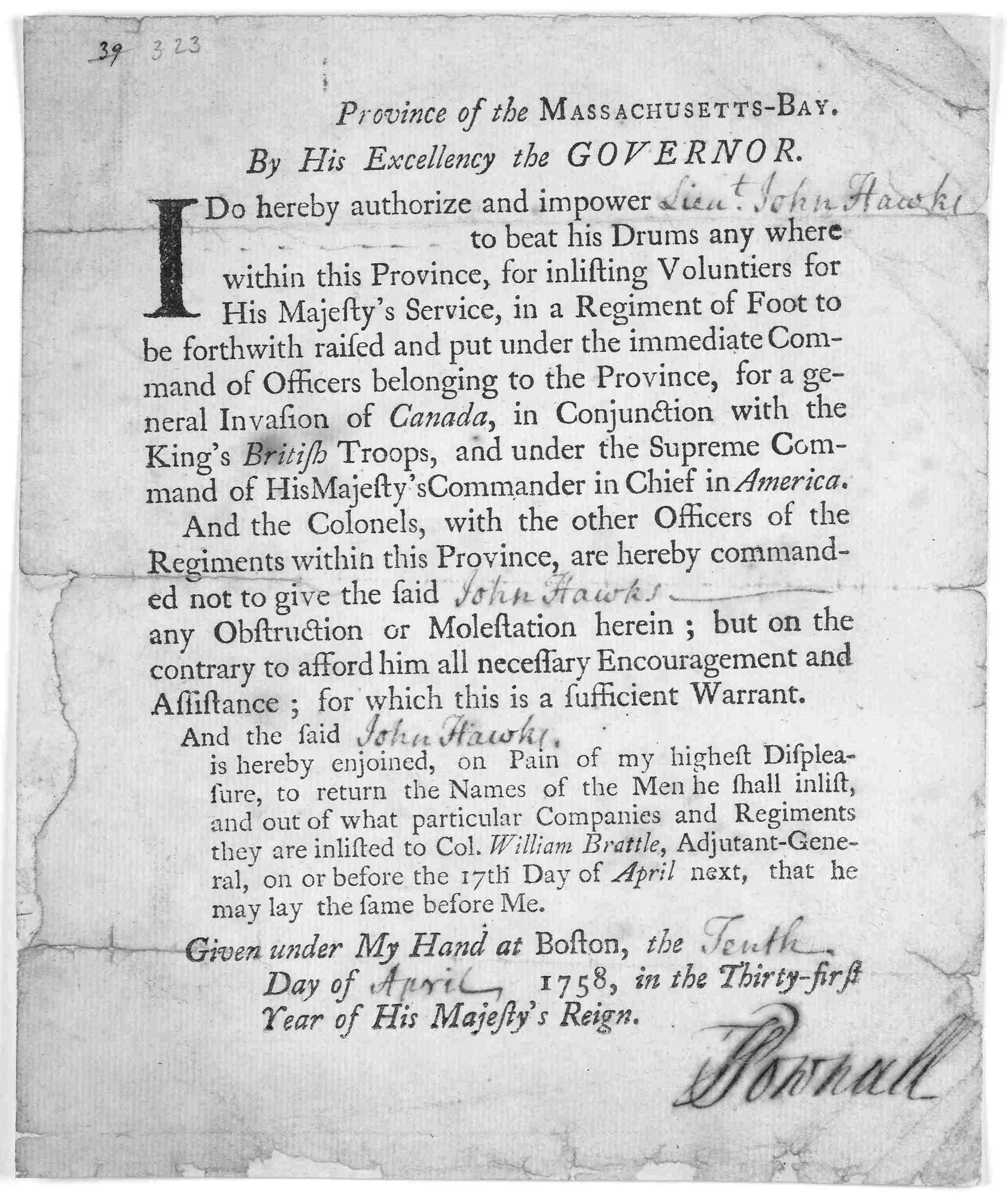
Der Befehl von Pownall, in dem er Lieut. Col. John Hawke ermächtigt, seine Trommel zu rühren zur Aushebung von Regimentern für die Invasion von Kanada, 1758.

Trotz dieser Reformen erwies sich die Rekrutierung für die Miliz als schwierig und Rekrutierungs-Kommandos wurden oft belästigt und sogar gesteinigt und es gab an mehreren Gelegenheiten Handgreiflichkeiten. Pownall hatte jedoch Erfolg darin, die volle Zielzahl der Provinzmiliz zu erhaben und seine energische Unterstützung im Krieg erwarb ihm die Anerkennung von William Pitt, vom Board of Trade und des neuen Commander-in-chief, James Abercrombie. Im Schwunge seines Erfolgs schlug Pownall dem General Jeffery Amherst vor, ein Fort in Penobscot Bay zu errichten, um mögliche französische Bewemgungen im Gebiet zu kontrollieren. Das Gebiet hatte seit 1755 mehrfach Grenzkonflikte erlebt, unter anderem eine heftige Attacke auf St. George im Frühjahr 1758. Dieser Vorschlag entwickelte sich zu einer großen Expedition in das Gebiet, die nicht nur Amhersts Zustimmung erfuhr, sondern auch die Zustimmung der Assembly. Pownall führte die Expedition selbst und beaufsichtigte die Konstruktion von Fort Pownall, und er zählte dies zu den Haupterfolgen des Jahres. Der Erfolg brachte auch einen Siedlungsaufschwung (land rush) im Gebiet.
Obwohl Pownalls Beginn im Amt etwas schwierig war, wuchs seine Popularität in der Provinz im Verlauf seiner Amtszeit. Er kümmerte sich gewissenhaft um die Nöte der vielen Fischer und überzeugte die militärische Behörden erfolgreich, einige beschwerliche Bürokratie abzuschaffen, und er hofierte auch die Händler vor Ort. Er investierte nämlich in Unternehmungen von Thomas und John Hancock. Bei seinem Weggang wurde er von einer Gruppe von Händlern aus Massachusetts mit Lob überschüttet. Als Junggeselle sagte man ihm nach, ein „Ladies' man“ zu sein und er war auf der sozialen Bühne höchst präsent. Obwohl er nicht streng religiös war, besuchte er regelmäßig die anglikanischen Gottesdienste, und oft auch die Kongregationalisten. Erfolgreich knobelte er strittige Themen um die Aushebung, Aufstellung und Versorgung von Milizen aus und erarbeitete Kompromisse zwischen militärischen und provinzialen Forderungen. Allerdings hatte er ein gespanntes Verhältnis mit seinem Lieutenant Governor, Thomas Hutchinson. Die beiden Männer vertrauten sich gegenseitig niemals und Pownall schloss Hutchinson regelmäßig von den Besprechungen seines Inneren Rates aus. Er sandte ihn stattdessen mit Aufträgen durchs Land, beispielsweise mit dem Auftrag, Miliz-Rekrutierungen durchzuführen. Eine von Pownalls letzten Handlungen vor dem Verlassen der Kolonie war die Ernennung von James Otis, Sr., eines langjährigen Gegners Hutchinsons, zum Sprecher der Assembly.
Ende 1759 schrieb Pownall einen Brief an William Pitt mit dem Gesuch um Versetzung nach England, weil „er dort von Nutzen sein könnte“. Sein Biograph John Schutz vermutet, dass ein unterschwelliger Grund für Pownalls Gesuch seine Frustration gewesen sei, weil er von den wichtigen militärischen Aufgaben der späten Kriegsjahre ausgeschlossen war, und er möglicherweise einen einflussreicheren Posten annehmen wollte, wie etwa ein Governor-Generalship des Eroberten Neufrankreich. Der Historiker Bernard Bailyn vertritt die Meinung, dass Pownalls spalterische Abneigung und sein Misstrauen gegenüber den Anhängern Shirleys (wie Thomas Hutchinson) und die daraus resultierenden Machtkämpfe Auslöser für das Gesuch waren, wie auch seine Schwierigkeiten mit den Kommandanten des Militärs. Was auch immer der Grund gewesen sein mag, das Board of Trade war sowieso nach dem Tod von Georg II. im Zustand eines Besetzungskarussells und Pownall erhielt den Gouverneursposten in der Province of South Carolina, sowie die Erlaubnis, zuerst Urlaub in England zu nehmen. Seine Abreise von Boston wurde durch Rekrutierungsfragen und Aufräumarbeiten nach einem größeren Feuer in der Stadt verzögert, so dass er erst im Juni 1760 abreiste.

### Verwaltung der Kolonien
Obwohl er den Posten des Gouverneurs von South Carolina innehatte, kam er niemals dort an. Er charakterisierte seine Anwesenheit in Massachusetts als „dringend notwendig“ (arduous) und informierte das Colonial Office im November 1760, dass er einen anderen Gouverneursposten nur annehmen würde, wenn der neu gekrönte Georg III. es direkt befehlen werde. Pitt ernannte ihn daraufhin zum Military Commissary im Kurfürstentum Braunschweig-Lüneburg (Electorate of Hanover), wo er bis zum Ende des Siebenjährigen Krieges 1763 blieb. Die Position förderte jedoch nicht seine Karriere-Ambitionen in der Kolonialadministration, und darüber hinaus führten sie zu Anschuldigungen aufgrund von Unregelmäßigkeiten in den Finanzen, von denen er allerdings freigesprochen wurde.
Bei seiner Rückkehr nach England bereitete er eine Abhandlung mit dem Titel The Administration of the Colonies (die Verwaltung der Kolonien) vor. Diese wurde erstmals 1764 anonym veröffentlicht und Pownall revidiert das Werk und besorgte mehrere Ausgaben zwischen 1765 und 1777. Das Werk, eine trockene und komplexe Abhandlung über die Situation in Nordamerika, das auch einen Kommentar zu den wachsenden Spannungen in den Dreizehn Kolonien enthielt, war Pownalls Versuch, eine gelingende Eingliederung der Kolonien in ein größerer Imperium zu ermöglichen.
Pownalls Werk kennzeichnete ihn als Unterstützer der „American liberty“ (Amerikanischen Freiheitsbestrebungen). Auch wenn er Sorge hatte, dass Britannien seine Kontrolle über die Kolonien verlieren könne, schrieb er, dass die Amerikaner das Recht auf die gleichen Rechte einer repräsentativen Regierung hätten, wie die Untertanen in England, Schottland und Wales. Gleichzeitig bestand er darauf, dass der militärische Schutz, den die Kolonisten von Britannien erhielten, ebenfalls umfangreiche Verpflichtungen bewirke, deren Kosten gezahlt werden müssten. Pownall war auch davon überzeugt, dass eine starke, zentrale Regierung fähig sei, gemeinsame Politik zu machen, die für jedes Mitglied des British Empire verbindlich sein könne, inklusive der Provinzen in Nordamerika. Pownall entschied, dass die einzige Lösung für die Spannungen in einem imperialen Parlament liege, mit Repräsentanten sowohl aus Britannien, als auch aus den Kolonien. Obwohl er nicht der einzige britische Kommentator war, der die Idee eines imperialen Parlaments aufbrachte, lehnten die meisten Amerikaner diese Idee rundweg ab, so sehr, dass John Dickinson diesen zentralistischen Plan einer Reform des legislativen Systems in seinen einflussreichen Letters from a Farmer in Pennsylvania (1768) explizit kritisierte.

### Unterstützer der Kolonien
Pownall pflegte seine Verbindungen zu politischen Freunden in Massachusetts und wurde mehrmals vor parlamentarische Committees zitiert, um Angelegenheiten der Kolonien zu kommentieren. Er erwog auch, nach Massachusetts zurückzukehren, sofern ein Posten gefunden werde und begann in Land in Nova Scotia zu investieren, wodurch er seine Besitzungen in den Kolonien stark vergrößerte. 1765 heiratete er Harriet Fawkener, die Witwe von Everard Fawkener und illegitime Tochter des Lieutenant-General Charles Churchill (Neffe des 1. Duke of Marlborough), wodurch er eine Verbindung zu den Dukes of Marlborough herstellte. Pownall erzog ihre vier (? - drei) Kinder, als wären es seine eigenen. Harriet war eine huldvolle und intelligente Frau. Sie wurde eine wichtige Partnerin im Vorantreiben seiner politischen Karriere, veranstaltete Social Events und ermutigte seine intellektuellen Vorhaben. Möglicherweise hat sie ihn auch ermutigt, sich 1767 um einen Sitz im britischen House of Commons zu bewerben, als er einen Sitz für das Pocket borough Tregony in Cornwall errang.

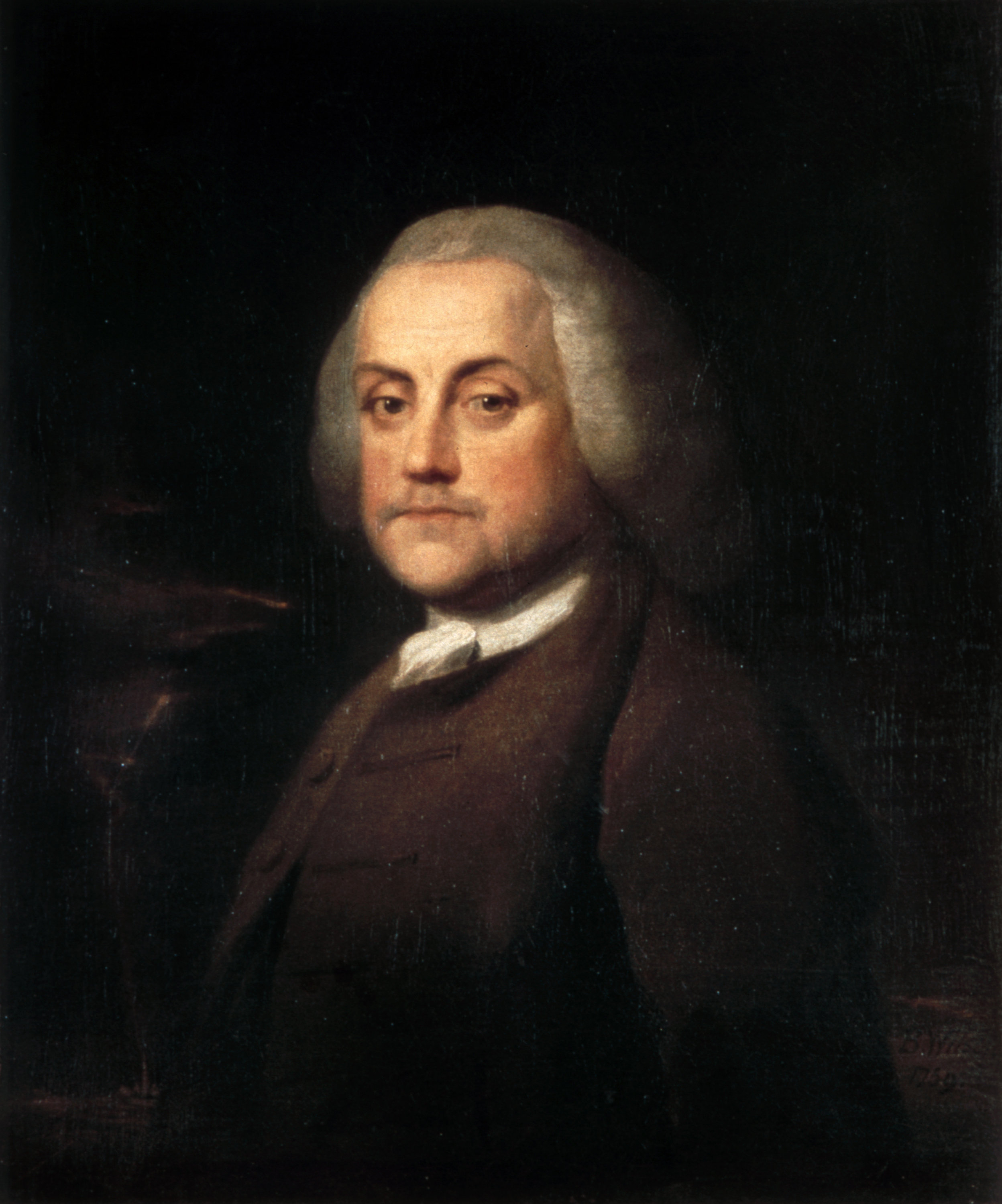
Benjamin Franklin, ein Freund und Korrespondent von Pownall.

Daraufhin erneuerte er seine Korrespondenz mit Beamten in Massachusetts, in der Hoffnung, einen Auftrag als Repräsentant der Provinzinteressen zu erhalten, erreichte damit allerdings nichts. Regelmäßig empfing er Besucher aus den Kolonien, und Benjamin Franklin, sein alter Freund aus Pennsylvania, war ein häufiger Gast. Mit Spannung beobachtete er die wachsenden Problem in den Kolonien und die Fehltritte der parlamentarischen Leitung und der Kolonialadministration, die diese Probleme verschärften, anstatt sie zu vermindern. Seine Position im Parlament nutzte er, um die Widerstände in den Kolonien gegen den Quartering Act von 1765 und andere unpopuläre Gesetze darzustellen. Als 1768 Truppen nach Boston entsandt wurden nach den Protesten gegen die Townshend Acts und diese mit Gewalt vorgingen, hielt er im Parlament eine Rede, in der er warnte, dass die Verbindungen zwischen Britannien und den Kolonien sich auflösten und dass letztendlich ein dauerhafter Bruch entstehen könnte.
Pownall trat als Gegner von Lord North auf bei dessen eigensüchtiger Einführung des verhassten Townshend Acts 1770, in dem die Steuer für Tee als Symbol der parlamentarischen Macht erhalten wurde. In der Debatte über das Gesetz, sprach Pownall davon, dass die Einbehaltung der Steuer eher ein „Mühlstein“ (millstone) um den Hals der Engländer sei, als ein Joch für die Amerikaner und, dass es zu einem Bürgerkrieg führen würde. Seine Ansprache hielt er am 5. März 1770, dem Tag des Massakers von Boston. Enttäuscht von der Unfähigkeit des Parlaments die Probleme der amerikanischen Kolonien zu verstehen, drängte er seine Korrespondenten aus den Kolonien doch, die Verfassungsthemen in den Vordergrund zu stellen und Gewalt zu vermeiden.
Die Probleme der amerikanischen Kolonien verschwanden dann kurzzeitig aus seinem Wirkungsbereich. 1772 kümmerte sich Pownall um Gesetze zur Reform der Nahrungsmittelproduktion und -verteilung in Großbritannien. Das Gesetz durchlief das House of Commons, wurde aber vom House of Lords verändert, woraufhin das Unterhaus das veränderte Gesetz ablehnte, da es in der Veränderung eine Verletzung seiner Vorrechte sah. Das Gesetz wurde im folgenden Jahr verabschiedet und wurde „Governor Pownall's Bill“ benannt. Es erhielt viel Zuspruch, auch von so einflussreichen Persönlichkeiten wie Adam Smith. Pownall wurde mit einer Mitgliedschaft in der Society of Antiquaries und der Royal Society geehrt.

### Revolution
Nach der Boston Tea Party im Dezember 1773 erließ das Parlament eine Reihe von Gesetzen (Coercive Acts), durch welche die Provinz Massachusetts bestraft werden sollte. Pownall hatte keine Chance, die Meinung in eine versöhnlichere Richtung zu lenken. Er war auch in die Hutchinson Letters Affair verwickelt, als einer derjenigen, der möglicherweise private Briefe von Thomas Hutchinson an Benjamin Franklin weitergeleitet hatte, auch wenn Franklin niemals seine Quelle verriet. Daraufhin konnte Pownall seinen Sitz nicht halten: 1774 wurde er abgewählt. Im Versuch, aktiv zu bleiben, wandte sich Pownall letztendlich an Lord North, der ihm einen Sitz in einer Nebenwahl sicherte, woraufhin er für das Borough Minehead in Somerset antrat. Diese offensichtliche Hinwendung zum Toryismus alarmierte viele von Pownalls Unterstützern in den Kolonien; es gibt aber auch Hinweise darauf, dass North Pownalls Niederlage manipuliert hatte um seine Unterstützung zu sichern.

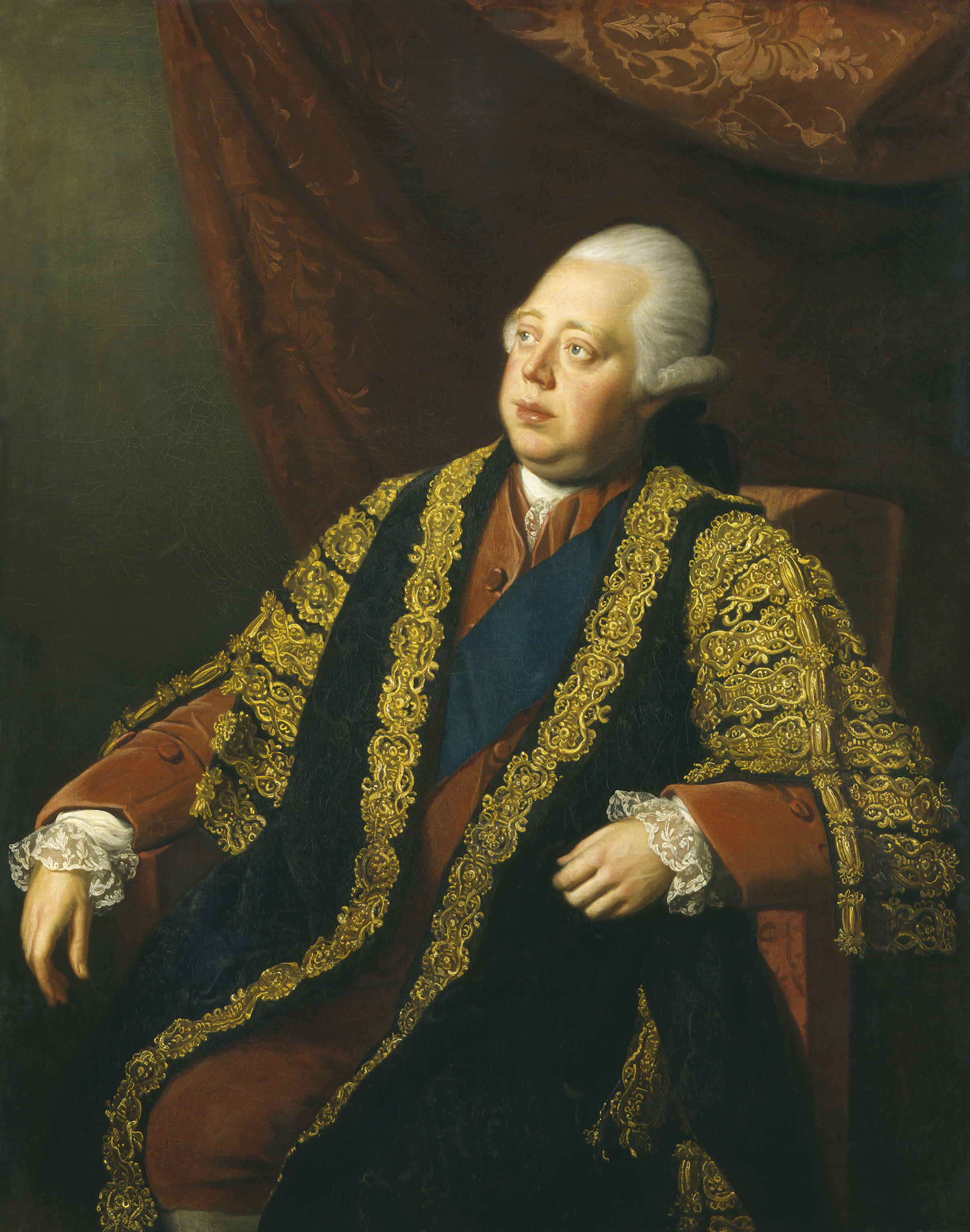
Lord North, Porträt von Nathaniel Dance-Holland.

Pownall unterstützte Norths Versuche zur Versöhnung in den Debatten vor Ausbruch des Amerikanischen Unabhängigkeitskrieges. Feindseligkeiten begannen jedoch im April 1775 und seine versöhnlichen Ansichten wurden von beiden Parteien abgelehnt; von den Tories, weil sie als Kriegsunterstützer auftraten, genauso wie von den Whigs, die seine Vorschläge als Versuche ansahen, ihre Position zu schwächen. Pownall blieb nominell ein Unterstützer von North bis 1777, als er offen Reden für die Seite der Friedenspartei (peace party) hielt. Der Kriegseintritt Frankreichs in den Krieg auf Seiten der Amerikaner brachte ihn wieder klar auf die Seite der kriegsunterstützenden Tory-Position. Seine Unterstützung war jedoch sehr differenziert: er argumentierte weiterhin für Verhandlungen mit den Amerikanern, war jedoch im Bezug auf die Franzosen resolut patriotisch. Er war nicht der einzig der britischen Politikern, die diese Positionen nicht zusammenbringen konnten und weigerte sich, 1780 für eine Wiederwahl anzutreten.
Während der Kriegsjahre veröffentlichte er mehrere Revisionen seines The Administration of the Colonies. Er ergänzte und revidierte mit Rücksicht auf die sich wandelnden Bedingungen und erarbeitete auch eine Aktualisierung und Revision der Evans Map, indem er Daten und aktualisierte Karten von Korrespondenten in den Kolonien heranzog. Er zog sich in den folgenden Jahren immer mehr zurück, nachdem seine Frau 1777 gestorben war, aber er erschien noch regelmäßig im Parlament.

### Nachkriegsjahre

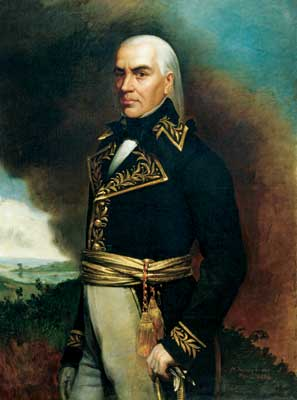
Francisco de Miranda, Aktivist für die Unabhängigkeit Lateinamerikas. Porträt von Martín Tovar y Tovar.

Im Juli 1780 veröffentlichte Pownall anonym einen Essay mit dem Titel A Memorial Most Humbly Addressed to the Sovereigns of Europe. Dieses weit verbreitete Dokument brachte Pownall viel Beachtung in ganz Europa; die Anonymität des Autors war schnell aufgedeckt, nachdem weite Teile aus dem Administration of the Colonies verwendet worden waren. Der Essay gab Anweisungen an Europas Herrscher, wie sie mit den nun unabhängigen United States umgehen sollten und stellte heraus, dass Amerikas Unabhängigkeit und rasches Bevölkerungswachstum einen transformativen Effekt auf den Welthandel haben werde. In dem Essay schlug er vor, dass sich die europäischen Führer treffen sollten, um weltweite Regeln für einen grundlegenden Freihandel zu vereinbaren.
Pownall behielt sein Interesse an der Entwicklung der Vereinigten Staaten auch nach Ende des Krieges, obwohl er nie zurückkehrte. Er bewarb sich erfolglos für einen Posten in der Massachusetts Militia, allerdings eher als eine Formalität, so dass er sich damit bei seinen Reisen in Europa präsentieren könnte. Er schrieb auch weiterhin Essays und publizierte eine aktualisierte Version seiner Karte von 1755.
In seinen letzten Jahren kam Pownall in Kontakt mit Francisco de Miranda, einem venezolanischen Offizier, der die Unabhängigkeit Lateinamerikas von Spanien vorantrieb. Laut dem Historiker William Spence Robertson gehen wichtige Argumente, die Miranda in seinen späteren Bemühungen ins Feld führte, auf Pownalls Einfluss zurück. Pownall unterstützte Miranda explizit, in dem er ihm Verbindungen zur Britischen Regierung verschaffte, um die Unabhängigkeits-Agenda zu bewerben. Pownalls letztes großes Werk war eine Abhandlung, in der er erneut für Freihandel sowie um britische Unterstützung für die Unabhängigkeit Lateinamerikas warb, um die Märkte für den britischen und amerikanischen Handel zu öffnen. Pownall starb in Bath am 25. Februar 1805 und wurde in der Kirche von Walcot (Bath) beigesetzt.

## Thomas Pownall als Antiquar

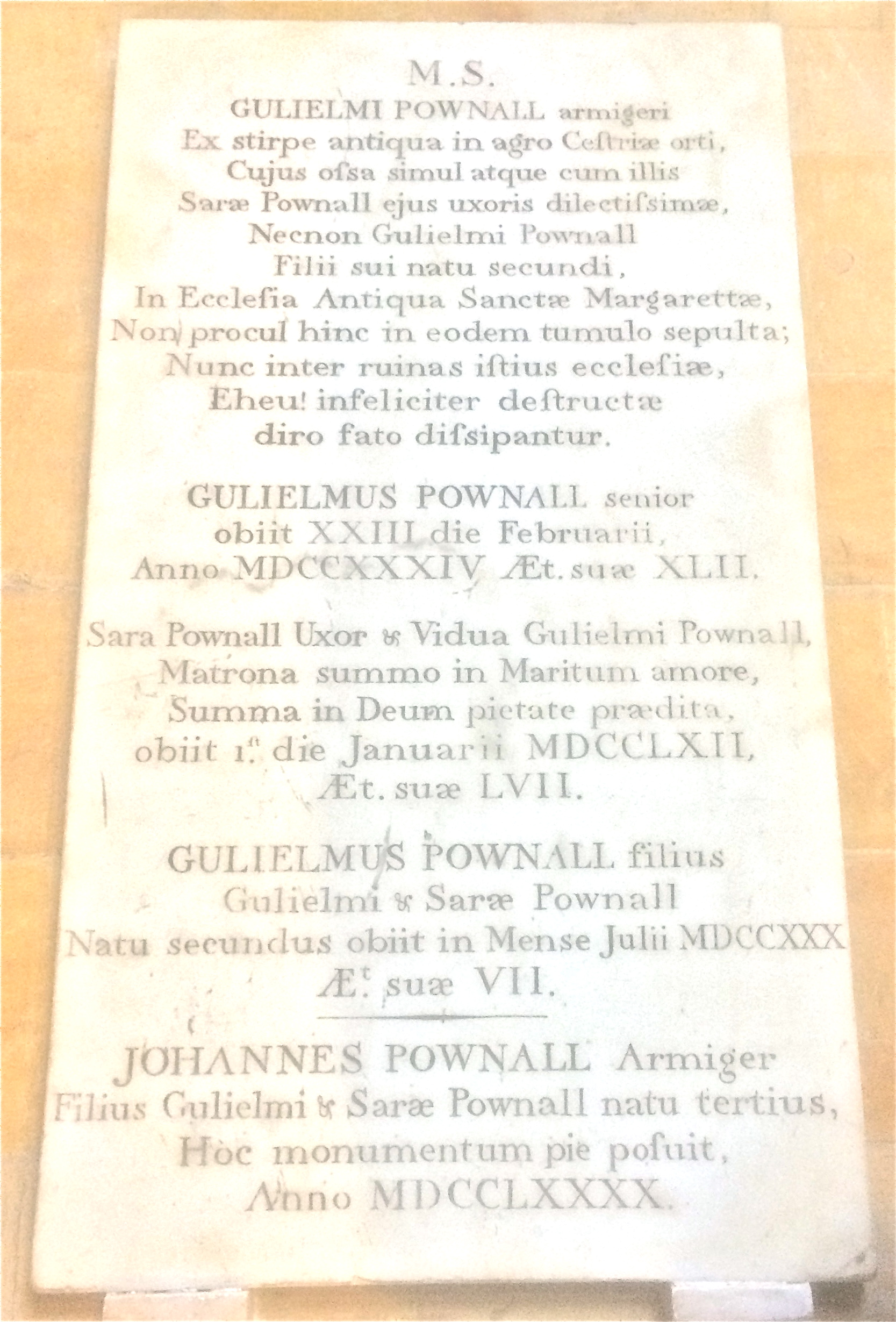
Denkmal für William und Sarah Pownall in der Lincoln Cathedral, errichtet von Thomas’ Bruder John 1790.

Während Pownall als Kolonial-Gouverneur und Politiker bekannt ist, spielte er auch eine wichtige Rolle im späten 18. Jahrhundert als Antiquar und Archäologe. Bryony Orme würdigt ihn als einen der „vielleich am meisten vernachlässigten unserer frühen Antiquare“. Er erbte dieses Interesse von seinem Vater Captain William Pownall, der in No. 5 Pottergate im Minster Yard lebte, in Nachbarschaft zur Lincoln Cathedral. Sein Vater hatte mit William Stukeley einen Schriftverkehr über alte Funde in und um Lincoln geführt, und Thomas Pownalls Bruder John verfasste ebenso Artikel zu archäologischen Themen. Pownall bewies schon vor seiner Abreise nach Amerika Interesse an Archäologie, indem er 1752 die Funde aufzeichnete, die auf eine römische Villa bei Glentworth in Lincolnshire hindeuteten. Nach seiner Rückkehr aus Amerika wurde er 1770 Fellow (Mitglied) der Society of Antiquaries und verfasste zahlreiche Beiträge für die frühen Ausgaben des Journals Archaeologia. Einige seiner Schriften handeln von Entdeckungen im Umkreis von Lincoln, aber wichtiger waren seine Beiträge zu New Grange in Irland 1773 und zum Cairn Brach y Dinas bei Penmaenmawr, an der Nordküste von Wales. Danach befasste er sich mit den Beschreibungen römischer Überreste in Frankreich, wo er zu dieser Zeit lebte und nach dem Umzug nach Bath in Somerset verfasste er wieder Beschreibungen der römischen Funde dort.

## Vermächtnis und Familie
Pownall war zweimal verheiratet. Seine erste Frau war Harriet Churchill, die drei Kinder in die Ehe brachte. 1784 heiratete Pownall Hannah (Kennet) Astell, durch welche er bedeutende Güter und die Stellung eines Landadligen erwarb.
Die Orte Pownal (Maine) und Pownal (Vermont) wurden nach ihm benannt. Dresden (Maine) hieß früher Pownalborough; diese Anerkennung hat sich im Namen des Pownalborough Courthouse erhalten, einem historischen Gebäude, welches 1761 errichtet worden ist. Die Überreste des Fort Pownall, welches auch seinen Namen trug, sind noch in Maines Fort Point State Park zu besichtigen.

## Junius
Zwischen 1769 und 1772 wurde eine Serie von Briefen in Londons Public Advertiser veröffentlicht, die unter dem Pseudonym „Junius“ verfasst waren. Einige der Briefe enthielten Anschuldigungen wegen Korruption und Machtmissbrauch von britischen Beamten. Themen, die auch Pownall ansprach und schriftlich behandelte. Die Identität von Junius ist seither immer wieder ein Thema gewesen. 1854 schrieb Frederick Griffin das Werk Junius Uncovered, in welchem er die Idee vertrat, Pownall sei Junius; diese Idee wurde von Pownalls Nachkommen Charles A. W. Pownall in seiner Biographie von 1908 erneut aufgegriffen. Heutige Gelehrte bezweifeln diese Vermutung und favorisieren Philip Francis als den Verfasser der Briefe aufgrund mehrerer Hinweise in den Briefen.

## Werke
- A Description of the Sepulchral Monument of New Grange, near Drogheda, in the County of Meath, in Ireland. By Thomas Pownall, Esq. in a letter to the Rev. Gregory Sharpe, D.D. Master of the Middle Temple. Read at the Society of Antiquaries, June 21/28 1770. Archaeologia Vol 2, (1773), pp. 236–276 (babel.hathitrust.org).